# Brienzwiler
Brienzwiler (toponimo tedesco) è un comune svizzero di 494 abitanti del Canton Berna, nella regione dell'Oberland (circondario di Interlaken-Oberhasli).

## Monumenti e luoghi d'interesse
- Chiesa riformata, eretta nel 1941[1].

## Società

### Evoluzione demografica
L'evoluzione demografica è riportata nella seguente tabella:
Abitanti censiti

## Infrastrutture e trasporti
Brienzwiler è servito dall'omonima stazione sulla ferrovia del Brünig.

## Amministrazione
Ogni famiglia originaria del luogo fa parte del cosiddetto comune patriziale e ha la responsabilità della manutenzione di ogni bene ricadente all'interno dei confini del comune.